# Jonathon Keats
Jonathon Keats (né à New York le 2 octobre 1971) est un artiste conceptuel et un philosophe américain. Il habite San Francisco. Il est principalement connu pour sa tentative de créer génétiquement Dieu en laboratoire avec une équipe de généticiens de Berkeley en 2004.

## Formation et début de carrière
Jonathon Keats étudie la philosophie au Amherst College.
Il commence sa carrière en 2000 à Refusalon, San Francisco,.
En 2003, Keats met son esprit sous copyright, affirmant qu'il est une sculpture de sa création. En entrevue à la BBC, il affirme vouloir ainsi atteindre une immortalité temporaire, le Copyright Act lui conférant la propriété intellectuelle de son esprit pour une période de soixante-dix ans après sa mort.